# Noba Bank Group
Noba Bank Group AB (tidigare Nordax Bank AB)  är en nischbank som erbjuder olika former av konsumentkrediter samt sparkonton. Verksamheten bedrivs via tre varumärken: Nordax Bank, Bank Norwegian och Svensk Hypotekspension. Noba Bank Group ägs av Nordic Capital (fond VIII och IX) tillsammans med Sampo.

## Historik
Noba Bank Group grundades 2003 under namnet Nordax Finans AB. Efter att ha fått tillstånd av Finansinspektionen att bedriva finansieringsverksamhet började bolaget erbjuda privatlån i Sverige i februari 2004. De följande åren expanderarde Nordax Finans verksamheten till Norge (oktober 2005), Danmark (oktober 2006) och Finland (augusti 2007). Tyskland blev i april 2012 bolagets första marknad utanför Norden.
I december 2014 beviljades Nordax Finans AB banktillstånd av Finansinspektionen och ändrade i samband med detta namnet till Nordax Bank AB. I juni 2015 noterades Nordax Banks moderbolag, Nordax Group AB, på Nasdaq Stockholm. Bolaget avnoterades i mars 2018 efter att ett gemensamt uppköpserbjudande från Nordic Capital och Sampo hade accepterats av över 90 procent av aktieägarna.
I juni 2018 meddelade Nordax att man skulle förvärva Svensk Hypotekspension. Efter att köpet slutförts i januari 2019 blev Svensk Hypotekspension ett dotterbolag till Nordax Bank. I mars 2021 aviserade Nordax att man ville genomföra ytterligare ett förvärv då man presenterade ett kontant bud på Bank Norwegian. Affären slutfördes i november 2021 och ett år senare fusionerades Bank Norwegian in i Nordax Bank och blev en norsk filial. Efter förvärven ändrade Nordax Bank AB i juni 2023 namn till Noba Bank Group AB.

## Verksamhet
Noba Bank Group bedriver sin verksamhet under tre olika varumärken:

### Nordax Bank
Under Nordax Banks varumärke erbjuder Noba privatlån i Sverige, Norge och Finland samt bolån i Sverige och Norge. Tidigare erbjöds även privatlån i Danmark och Tyskland, men nyutlåningen där upphörde 2018 respektive 2019. Nordax Bank har en egen inlåningverksamhet i form av sparkonton i Sverige, Norge och Finland. Därutöver erbjuder man via den tyska samarbetspartnern Raisin Bank även inlåning på ytterligare några europeiska marknader, bland annat Tyskland och Spanien.

### Bank Norwegian
Bank Norwegian erbjuder privatlån och kreditkort i Sverige, Norge, Finland och Danmark. Kreditkort erbjuds också i Tyskland, men nyutlåning till privatlån i Tyskland upphörde 2023. Samtidigt upphörde nyutlåningen och kortutgivningen i Spanien där man tidigare också erbjudit både privatlån och kreditkort. För inlåning har Bank Norwegian sparkonton tillgängliga för kunder i Sverige, Norge, Finland, Danmark, Tyskland och Spanien.

### Svensk Hypotekspension
Svensk Hypotekspension erbjuder lån riktade till bostadsägare i Sverige som är 60 år eller äldre. Lånen är så kallade kapitalfrigöringskrediter som är amorteringsfria och där räntan betalas först när bostaden säljs.